# Nymphulodes franciscalis
Nymphulodes franciscalis là một loài bướm đêm trong họ Crambidae.